# Ihlegramma ihlei
Ihlegramma ihlei is een vlinder uit de familie van de pijlstaarten (Sphingidae). De wetenschappelijke naam van de soort werd in 2003 gepubliceerd door Ulf Eitschberger.